# Písky kosmíru
Písky kosmíru (v anglickém originále The Clown Stays in the Picture) jsou 14. díl 30. řady (celkem 653.) amerického animovaného seriálu Simpsonovi. Scénář napsal Matt Selman a díl režíroval Timothy Bailey. V USA měl premiéru dne 17. února 2019 na stanici Fox Broadcasting Company a v Česku byl poprvé vysílán 6. května 2019 na stanici Prima Cool.

## Děj
Při jízdě ve školním autobusu Líza poslouchá podcasty Marca Marona. Bart se podívá na seznam jeho podcastů a zjistí, že Marc Maron mluvil i s Šášou Krustym. Marc se Krustyho zeptá na film Písky kosmíru. Původně Krusty na otázku odpovědět nechce, ale poté začne o filmu vyprávět.
Film se začal natáčet v osmdesátých letech 20. století. Šáša vypráví o tom, jak hrál ve filmu Polda a chlupáč. Studio po Krustym chtělo další díl, Poldu a chlupáče 2. Krusty natáčení dalšího dílu odmítl a sdělil, že chce natočit film ke knize Písky kosmíru. Studio Krustymu vyhovělo za podmínky, že poté natočí další dva díly filmu Polda a chlupáč. Na konkurz přišli také (v té době mladí) Marge s Homerem a byli zaměstnáni jako asistenti produkce. Natáčení probíhalo v Mexiku. Hned při natáčení první scény filmu se Krusty s režisérem pohádal a vyhodil ho. Krusty režiséra zastoupil. Jako režisér měl mnoho starostí a všichni po něm něco chtěli. Krusty byl smutný a Marge ho přišla podpořit. Po krátkém rozhovoru Marge nabídl práci asistenta režie a ona bez váhání práci přijala. Marge Krustyho v některých věcích zastupovala. Když se Krustymu přiznala, že má přítele (Homera), Krusty se ho snažil zbavit. Dával mu za úkol ty nejnebezpečnější práce, například aby v poušti našel ještěrku. Homer přišel do budovy, o které si myslí, že je to restaurace, a Mexičané ho unesli. Krustyho štáb se rozhodl, že Homera zachrání, a nakonec Homera zpět vykoupil.
V seriálové současnosti se Bart a Líza rodičů na film ptají a Marge s Homerem potvrdí, že na filmu spolupracovali.

## Přijetí
Písky kosmíru dosáhly ratingu 0,9 s podílem 4 a sledovalo je 2,75 milionu diváků.
Dennis Perkins z The A.V. Clubu udělil epizodě známku B a uvedl: „Tento pozdní výstup Simpsonových je povzbudivým zábleskem vynalézavosti a nepravděpodobného téměř úspěchu navzdory mašinérii showbyznysu.“.
Tony Sokol z Den of Geek udělil dílu 4 hvězdičky z 5 a uvedl: „Tohle je jiskra klasických Simpsonů. Tato epizoda je méně sentimentální než nedávné příběhy, a je díky tomu lepší. Už několik let se to nepříjemně blíží k unylosti. Spousta lidí to svádí na Ala Jeana, ale čas od času se nám stane, že sobec udělá nesobecký čin a my si oddechneme, že se poučil a už to nikdy neudělá. Diváci se smějí, když se Krusty snaží být vážný, a to je ta nejlepší lekce ze všech.“.